# Мору-мангбету
Мору-мангбету — группа родственных народов (мору, мади, лугбара, келико, лого, авукайя, мангбету, мамву, мангбуту, ленду), живущих главным образом в Демократической Республике Конго, а также в Уганде и на юге Судана.

## Язык
Говорят на языках мору-мангбету Центральносуданской группы нило-сахарской языковой макросемьи.

## Численность
Общая численность 1,2 млн чел. (1970, оценка).

## Религия
Подавляющее большинство мору-мангбету сохраняет древние традиционные верования (преобладает культ предков), незначительная часть — христиане (католики).

## Земледелие и ремёсла
Основное занятие — мотыжное земледелие (просо, ямс, таро, бананы, бобовые); в районах, не заражённых мухой цеце, — скотоводство. Развиты ремёсла — кузнечное, резьба по дереву и слоновой кости, гончарство.